# Lawrence Brownlee
Lawrence Brownlee (Youngstown, Ohio; 1972) es un tenor ligero estadounidense particularmente asociado con las óperas del Bel canto.
Ganador del "Artista del Año 2008" en la Seattle Opera House por su Arturo en I Puritani de Bellini' y previo ganador de los certámenes Marian Anderson y Richard Tucker
Debutó en el Metropolitan Opera como el Conde Almaviva de El barbero de Sevilla y ha cantado Principe Ramiro en La Cenerentola y en La hija del regimiento de Donizetti. En la temporada 2010 cantó Armida de Rossini junto a Renée Fleming.

## Discografía
- Maazel: 1984 - Simon Keenlyside, Gustafson, Margison, Diana Damrau, Brownlee, Covent Garden, Lorin Maazel, Decca DVD 074 3289.
- Orff: Carmina Burana' - Sally Matthews (Soprano), Lawrence Brownlee (Tenor), Christian Gerhaher, Simon Rattle EMI Classics CD 57888.
- Rossini; La Cenerentola, Elina Garanca, Metropolitan Opera DVD.
- Italian Songs - Lawrence Brownlee (tenor), Martin Katz (piano). EMI Classics CD 86503.